# Zupanec
Zupanec je manj pogost priimek v Sloveniji, ki ga je po podatkih Statističnega urada Republike Slovenije na dan 31. decembra 2008 uporabljalo 208 oseb.
- Aja Zupanec (*1988), plesalka, koreografinja
- Alma Sodnik (Zupanec) (1896—1965), filozofinja, univerzitetna profesorica
- Anica Zupanec Sodnik (1892—1978), slikarka
- Janez Zupanec (*1951), politik, dr. tehniških ved
- Jernej Zupanec (1810—1898), narodni delavec, pravnik (notar)
- Rafael Zupanec (1880—?), glasbenik, skladatelj
- Roman Zupanec (*1961), polkovnik SV